# Lucas Lima (calciatore 1991)
Lucas Pedro Alves de Lima, noto semplicemente come Lucas Lima (Estação, 10 ottobre 1991), è un calciatore brasiliano, difensore dell'İstanbul Başakşehir.

## Carriera

### Club
Il 1º luglio 2016 viene acquistato a titolo definitivo per 1,1 milioni di euro dalla squadra francese del Nantes, con cui firma un contratto quadriennale con scadenza il 30 giugno 2020.